# Аполлодор из Дамаска
Аполлодор из Дамаска — инженер, архитектор, конструктор и скульптор II века н. э.
Аполлодор родом из Дамаска, Римская Сирия.
По происхождению он был набатеем. Любимец Траяна, архитектор моста через Дунай (длина свыше 1 км), построенного для кампании 105—106 годов в Дакии.
Также построил форум и колонну Траяна в Риме, триумфальную арку Траяна в Беневенте и Анконе. Считается создателем римского Пантеона и моста Алконе́тар в Испании.
В 106 году он завершил или восстановил одеон Домициана, строительство которого было начато на Марсовом поле во времена Домициана.
Он также написал научный труд «Осадные механизмы» (др.-греч. Πολιορκητικά), который был посвящён Адриану.
Колонна Траяна, размещённая в центре одноимённого форума, известна как первый триумфальный монумент такого вида.
Во времена правления Адриана, которого он обидел насмешкой над его деятельностью в роли артиста и архитектора (за планы императора Адриана по строительству храма Венеры), Аполлодор был сослан и вскоре, будучи обвинённым в вымышленных преступлениях, был приговорён к смерти (Дион Кассий, LXIX, 4). История о смерти Аполлодора показывает длительную враждебность по отношению к Адриану в сенаторских кругах. Как сообщает Дион Кассий, Аполлодор осквернил честь Адриана, высмеяв его отношение к архитектуре, и впоследствии был изгнан. Многие восприняли за правду этот эпизод, хотя сейчас историки утверждают обратное, например Р. Т. Ридли в работе «Аполлодор из Дамаска» (1989).
В честь Аполлодора назван кратер на Меркурии.

## Переводы
- Аполлодор. «Полиоркетика». / Пер. М. Н. Страхова. // Греческие полиоркетики. Вегеций. (Серия «Античная библиотека». Раздел «Античная история»). СПб., Алетейя, 1996. 352 стр. С. 29-66.